# Edelpilzkäse
Edelpilzkäse sind halbfeste Schnittkäse aus Schafmilch oder einem Gemisch von Kuh- und Schafmilch, deren Reifung nur mit Kulturen von Penicillium Roqueforti erzielt wird. Unter Edelpilzkäse versteht man in Deutschland Käse mit Innenschimmel.

## Einteilung
Edelpilzkäse ist die deutsche Bezeichnung für Käse nach Art des Roquefort, denn die Bezeichnung Roquefort ist für Frankreich vorbehalten. Er ist in Italien unter dem Namen Gorgonzola, in England unter dem Namen Stilton bekannt, und in Dänemark unter dem Namen Danablu bekannt.
Die Gruppe der Edelpilzkäse (mit den weiteren Bezeichnungen Grünschimmelkäse, Blaukäse, Blauschimmelkäse, Fromage bleu, Blue veined cheese) kann man einteilen in halbfeste Schnittkäse (Edelpilzkäse, Gorgonzola, Roquefort, Niva-Käse) und Schnittkäse (Stilton, Wensleydale, die man auch als Hartkäse ansprechen kann).
Eine weitere Einteilung geschieht nach der Milchart: z. B. Blauschimmelkäse als Sauermilchkäse mit Schimmelbildung, dänische Edelpilzkäsesorten aus pasteurisierter Kuhmilch (der würzige, pikante Danablu sowie der größere, aber mildere Mycella). Die französischen Edelpilzkäse aus Kuhmilch werden Fromage bleu, Fromage persillé oder einfach Bleu genannt und entsprechend ihrem Erzeugungsgebiet kennt man den Bleu d’Auvergne, Bleu de Gex und andere.
Im weiteren Sinne kann man auch Käse wie Gamalost dazurechnen, der von Mucor- und Roquefortschimmel durchwachsen ist. Es zählt ferner Käse dazu, der außen Camembert- und innen Roquefortschimmel aufweist, wie der Bavaria Blu, in dessen Innerem Penicillium Roqueforti Thom wächst und Penicillium Camemberti Thom auf der Oberfläche.

## Beschaffenheit
Edelpilzkäse werden in Vollfettstufe (48 %), Rahmstufe (50 %) und Doppelrahmstufe (55 %) mit einem Gewicht von 2 bis 5 kg mit einem Mindestreifealter von 5 Wochen hergestellt. Im Äußeren eines Edelpilzkäses soll eine Durchlöcherung für das Pilzwachstum erkennbar sein, das Innere einen weißen bis gelblichen Farbton aufweisen, der Teig von dunkelgrünen oder blauen Schimmeladern durchzogen sein, eine marmorierte Schnittfläche haben, im leicht krümeligen, dabei jedoch geschmeidigen Teig müssen Bruchlöcher vorhanden sein. Der Geschmack eines Edelpilzkäses ist pikant bis stark pikant.

## Herstellung
Zur Käsereimilch wird eine Kultur von Penicillium Roqueforti zugesetzt, der Bruch wird in Würfel von 0,5 bis 1 cm geschnitten, sodass sich beim Formen zu Laiben ausreichend Hohlräume bilden, in denen der Schimmelpilz sich beim Reifen ausbreiten kann. Die Käselaibe werden dann mit Nadeln pikiert, um eine Luftzufuhr in die Hohlräume für das Wachstum des Pilzes zu gewährleisten, und reifen bei 6–10 °C, einer relativen Luftfeuchtigkeit von nur 60 % in den ersten 2–4 Wochen, um ein Schimmelwachstum an der Oberfläche zu verhindern, und danach bei einer relativen Luftfeuchtigkeit von 90 % für weitere 1–3 Monate.